# Emmanuel Mwape
Emmanuel Mwape (Luanshya, Rodesia del Norte, 6 de octubre de 1950-Chingola, Zambia, 8 de abril de 1991) fue un futbolista de Zambia que jugó en la posición de guardameta. Actualmente es reconocido como el mejor guardameta de la historia de Zambia.

## Carrera

### Club
| Periodo   | Club           |
| --------- | -------------- |
| 1967–1977 | Roan United    |
| 1977–1982 | Rhokana United |

### Selección nacional
Jugó para Zambia en 50 ocasiones de 1968 a 1981 y participó en dos ediciones de la Copa Africana de Naciones.

## Muerte
Mwape murió a causa de una enfermedad el 8 de abril de 1991 en el Nchanga South Hospital en Chingola.

## Logros
- Primera División de Zambia (1): 1982
- Copa de Zambia (1): 1977
- Copa Desafío de Zambia (1): 1974
- Supercopa de Zambia (1): 1982